# Burckella
Burckella là một chi thực vật thuộc họ Sapotaceae, được Jean Baptiste Louis Pierre mô tả năm 1890 với các loài B. cocca, B. hollrungii, B. obovata, B. erskineana và B. may.

## Phân bố
Các loài trong chi Burckella là bản địa New Guinea, Indonesia (tỉnh Maluku) và các đảo thuộc Papuasia về phía đông New Guinea.

## Các loài
Plants of the World Online (POWO) và World Checklist of Selected Plant Families (WCSP) công nhận 13 loài như sau:
- Burckella banikiensis (P.Royen) T.D.Penn., 1991: Quần đảo Solomon.
- Burckella erythrophylla H.J.Lam, 1932: Papua New Guinea.
- Burckella fijiensis (Hemsl.) A.C.Sm. & S.P.Darwin, 1975: Fiji.
- Burckella hillii (Horne ex Baker) H.J.Lam, 1942: Fiji.
- Burckella macropoda (K.Krause) H.J.Lam, 1932: Papua New Guinea.
- Burckella magusum P.Royen, 1959 Tây New Guinea.
- Burckella obovata (G.Forst.) Pierre, 1890: Maluku, New Guinea, quần đảo Solomon, quần đảo Bismarck, Vanuatu.
- Burckella parvifolia A.C.Sm. & S.P.Darwin, 1975: Fiji.
- Burckella polymera P.Royen, 1952: Tây New Guinea.
- Burckella poolei H.J.Lam, 1932: Maluku, New Guinea.
- Burckella richii (A.Gray) H.J.Lam, 1952: Fiji, Tonga, Samoa.
- Burckella sorei P.Royen, 1967: Quần đảo Solomon.
- Burckella thurstonii (Hemsl.) H.J.Lam, 1925: Fiji.